# Österreichisches Produktivitäts- und Wirtschaftlichkeits-Zentrum
Das Österreichische Produktivitäts- und Wirtschaftlichkeits-Zentrum (ÖPWZ) ist ein berufsbezogenes Erwachsenen-Weiterbildungsinstitut – organisiert als gemeinnütziger Verein – mit Sitz in Wien.

## Geschichte
Im Jahr 1950 wurde durch Regierungsbeschluss eines der ersten sozial- und wirtschaftspartnerschaftlichen Institutionen gegründet, das Österreichische Produktivitäts-Zentrum, kurz: ÖPZ.
Die Gründungsmitglieder des gemeinnützigen Vereins waren:
- Bundeskammer der gewerblichen Wirtschaft
- Österreichischer Arbeiterkammertag
- Vereinigung Österreichischer Industrieller
- Österreichischer Gewerkschaftsbund
- Präsidentenkonferenz der Landwirtschaftskammern Österreichs

Die Gründung des ÖPZ aus Mitteln des Marshallplans war das Ergebnis von Gesprächen zwischen Vertretern der US-Economic Cooperation Administration (ECA)-Mission in Österreich und der österreichischen Bundesregierung in den Jahren 1949/1950. Ziel war es, materielle, geistige und moralische Kräfte auch in den Dienst der Produktivitäts-Steigerung der österreichischen Wirtschaft zu stellen. So steht im ÖPZ die Öffentlichkeitsarbeit und Bewerbung der „Productivity“ im Vordergrund. Sie umfasst Informationssammlung, Publikationstätigkeit, Studienreisen, innerbetriebliche Aktionen, sowie Seminare und Kongresse. Ein Kernstück dieser Arbeit ist die Ausbildung der REFA-Ingenieure.

### Wirtschaftlich-technischer Informationsdienst
Mit dem Wirtschaftlich-technischen Informationsdienst (WTI) stellt das ÖPZ Unternehmen Informationen zur Verfügung, um modernes Know-how zu verbreiten und die Produktivität österreichischer Unternehmen zu steigern. Amerikanische Zeitschriften und Reports werden übersetzt, technische Lehrfilme in ganz Österreich gezeigt und industrielle Erzeugnisse, die hier noch völlig unbekannt sind, demonstriert. So wird der Informationsdienst des ÖPZ im Laufe der Zeit zu einem wichtigen Knotenpunkt im Netz der auf internationaler und nationaler Ebene zusammenarbeitenden Informationsdienste.

### Filmdienst
1951 startete das ÖPZ seinen Filmdienst mit 130 Filmen.
Sie zeigen Arbeits- und Fertigungsmethoden aus verschiedenen Sparten der Industrie, des Handels und Gewerbes, Mechanisierung, Automatisierung, Transportwesen oder Unfallverhütung. Auch Dokumentar- und Kulturfilme werden präsentiert.
„Im Kampf um die Hegemonie der Meinungen sollen diese Filme die Ziele des Marshallplans der Bevölkerung in diesen Ländern näher bringen, die Idee des US-kapitalistischen Wirtschafts- und Gesellschaftssystems möglichst breit vermitteln und zur Steigerung der Produktivität beitragen“, so der Medien- und Kulturtheoretiker Ramón Reichert, der die ÖPZ-Filme analysierte. Im selben Jahr gab es bereits ein bundesweites Vertriebsnetz mit Projektorenstandorten in allen sozialpartnerschaftlichen Bildungseinrichtungen.

### Seit 1945
Erstmals wurden in Österreich mit dem Produktivitäts-Kongress des ÖPZ die Fragen der modernen
Unternehmensführung aus Sicht der internationalen Forschung und Praxis behandelt. „Das Unternehmen im größeren Markt“ lautete das Tagungsmotto, zu dem Referenten aus ganz Europa sprechen. Den Kongress eröffnete Bundeskanzler Josef Klaus. Das ÖPZ startete damit, Seminare, Lehrgänge und Akademien anzubieten, die Aus- und Weiterbildung entwickelte sich zu einem Schwerpunkt der ÖPZ-Aktivitäten.
1973 wurde das ÖPZ mit dem Österreichischen Kuratorium für Wirtschaftlichkeit (ÖKW) zum Österreichischen Zentrum für Wirtschaftlichkeit und Produktivität zusammengeführt.
Der Kreis der Vereinsmitglieder erweiterte sich um die Kammer der Wirtschaftstreuhänder.
1979 wurde der Institutsname entsprechend der Abkürzung ÖPWZ in  Österreichisches Produktivitäts- und Wirtschaftlichkeits-Zentrum geändert.
Von 1999 bis 2009 wurde gemeinsam mit dem Bundesministerium für Wirtschaft, Familie und Jugend innovative strategische Marketingkonzepte von Unternehmen und Organisationen mit dem Staatspreis Marketing ausgezeichnet.
Das ÖPWZ ist seit seiner Gründungszeit ein gemeinnütziger Verein. Die Finanzierung des Instituts erfolgt über dessen Markterfolg.